# Ernst Barthels

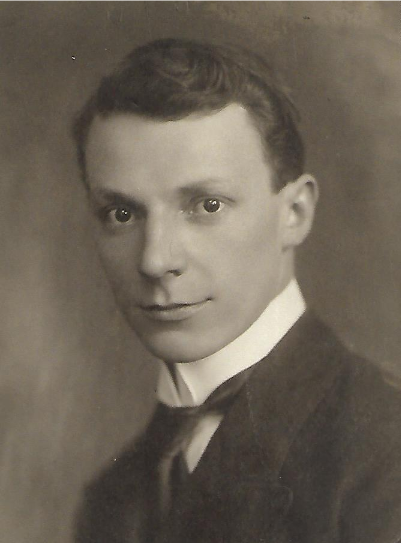
Ernst Barthels (1910)

Karl Rudolf Ernst Barthels (* 8. Juli 1886 in München; † 29. Juni 1976 ebenda) war ein deutscher Theater- und Filmschauspieler.

## Leben
Barthels wurde als Sohn von Friedrich Wilhelm Ernst Barthels und Magdalena Katheininger geboren. Er war der Enkel von Johann Baptist Barthels, der als Kammerdiener bei einer Königin von Hannover eine einflussreiche Stellung bekleidete.
Ernst Barthels studierte Literatur und Kunstgeschichte und anschließend absolvierte er die Ausbildung zum Schauspieler an der Schauspiel- und Redekunstschule von Otto König in München. Bereits 1910 trat er in Einstudierungen von Albert Steinrück auf und wirkte bei der Uraufführung von Gustav Meyrinks Albino im alten Lustspielhaus mit. Besonderer Beliebtheit erfreute er sich damals auch als Sprecher in Paul Brann's Marionettentheater. Seine Engagements in Davos und am Stadttheater Bern musste er wegen Einberufung in den Ersten Weltkrieg beenden. Aufgrund einer schweren Verwundung, die zum vorzeitigen Ende seines Kriegseinsatzes führte, wurde ihm 1916 vom Bayerischen König das Militär-Verdienstkreuz verliehen. Nach seiner Genesung ging er für vier Jahre an das Künstlerhaus in Esslingen. Ab 1920 kam er über die Münchner Kammerspiele und das Volkstheater an das Bayerische Staatsschauspiel. Am 18. März 1944 wurde das Residenztheater durch einen Bombenangriff zerstört.
Mit der Aufführung von Nathan der Weise, in der Barthels die Rolle des Derwischs verkörperte, wurde am 18. Mai 1946 das Staatsschauspiel, das zwischen Trümmern und Ruinen seine neue Spielstätte im Theater am Brunnenhof fand, eingeweiht. Barthels gehörte dem Ensemble des Bayerischen Staatsschauspiels rund 40 Jahre an und wurde dreimal zum Staatsschauspieler (erstmals 1927 und letztmals 1956) ernannt. Neben der Verkörperung von Hauptrollen beherrschte er die Kunst des Chargenspielens. Auch für mundartliche Charaktere war er stets ein zuverlässiger Darsteller. Insbesondere in Würdigung seiner Thoma-Rollen, für die er ebenso berühmt wie beliebt war, überreichte ihm die Intendanz des Bayerischen Staatsschauspiels anlässlich seiner 35-jährigen Zugehörigkeit und seines gleichzeitigen 70. Geburtstages eine Sonderausgabe von „Ludwig Thoma-Gesammelte Werke“.
Von 1939 bis 1974 spielte er neben dem Theater in zahlreichen Fernsehsendungen und -serien sowie Filmen mit. Seine erste Rolle hatte er 1939 in Fasching, wo er als Obersteuersekretär zusammen mit Carl Wery und Liesl Karlstadt zu sehen war. Mit seinem münchnerischen Tonfall glänzte Barthels mehrmals im Königlich Bayerischen Amtsgericht und im Komödienstadel. Seine letzte Fernsehrolle spielte er 1974 in „Die Kurpfuscherin“, an der Seite von Maria Schell. Seinen Abschied von der Bühne gab er 1973 bei den Salzburger Festspielen in Noelte's Misanthrop-Inszenierung, wo er in nicht weniger als dreizehn Auftritten großen Beifall erhielt.
Barthels wurde beigesetzt auf dem Waldfriedhof in München, Alter Teil (Grab-Nr. 15-20-5). Er hinterließ seine Ehefrau, die Theaterschauspielerin Dorothea Hildegard Barthels-Schelenz (* 3. April 1920; † 1. März 1992), mit der er seit 1945 verheiratet war, sowie die gemeinsamen Kinder Helge Barthels, Claudia Barthels-Kolatacz und Gerda Feldmann. Die Geburt seiner Enkelkinder Lydia Ashraf, Werner Barthels und Helge Barthels erlebte er nicht mehr.
Barthels war Mitglied der Münchner Schauspieler- und Künstlervereinigung „Die Hölle“.
1957 wurde er mit dem Bundesverdienstkreuz ausgezeichnet.

## Filmografie (Auswahl)
- 1939: Fasching
- 1941: Alarmstufe V
- 1955: Die Bauern Passion
- 1955: Admiral Bobby
- 1958: Weh dem der lügt
- 1959: Der Misanthrop

- 1959: Dame Kobold
- 1960: Die Lokalbahn
- 1960: Oh, diese Bayern!
- 1960: Das Spukschloß im Spessart
- 1961: Advokat Patelin
- 1961: Der Feind
- 1962: Der Widerspenstigen Zähmung

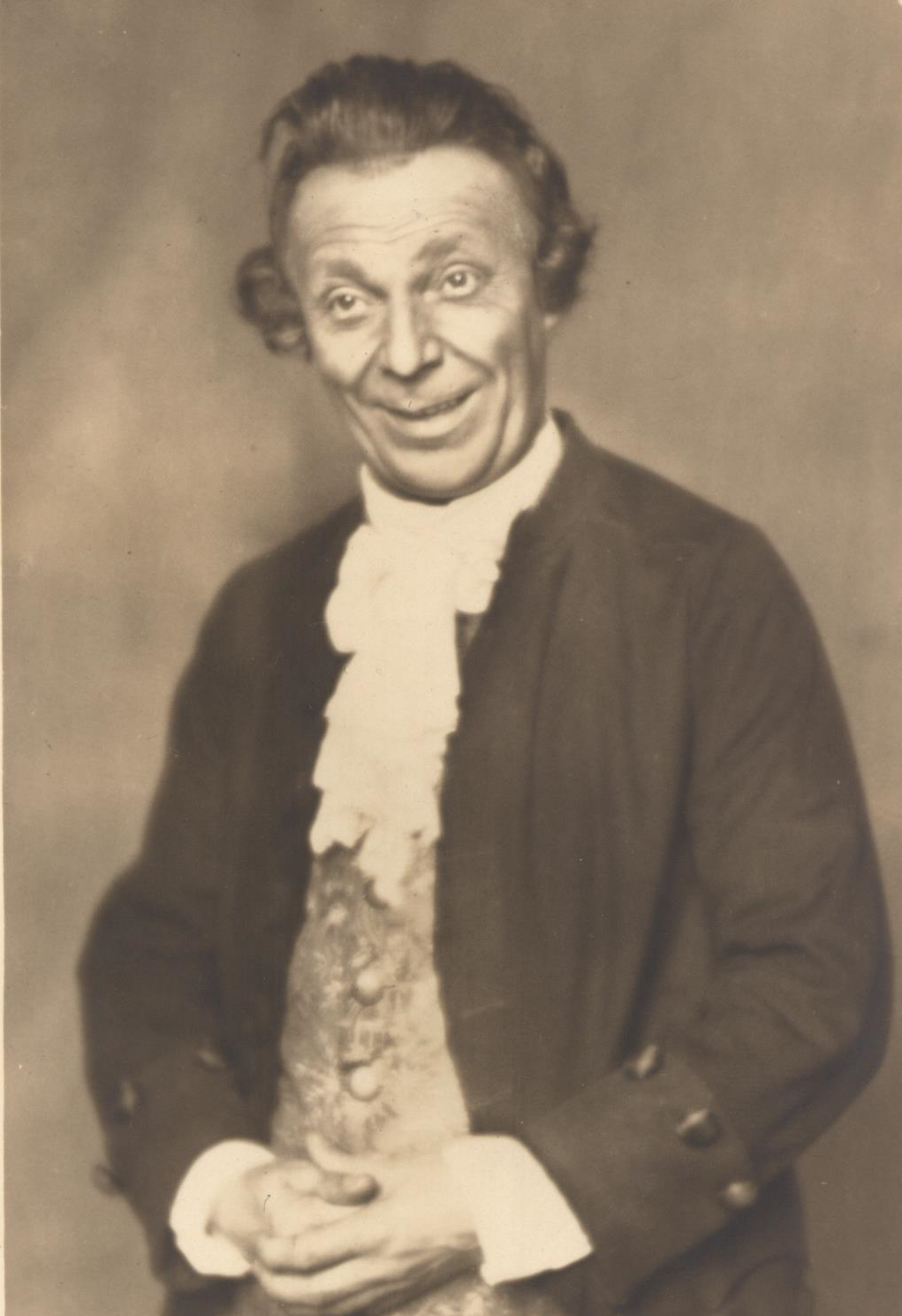
Ernst Barthels in Minna von Barnhelm (1930)

- 1963: Der Komödienstadel: Der Schusternaz
- 1964: Der Komödienstadel: Wenn der Hahn kräht
- 1966: Woyzeck
- 1967: Der Auswanderer
- 1968: Das Spiel von Liebe und Zufall
- 1969: Königlich Bayerisches Amtsgericht: Der Marksteinrucker
- 1969: Königlich Bayerisches Amtsgericht: Der Parasit
- 1971: Königlich Bayerisches Amtsgericht: Das Gespenst
- 1973: Das Familienfest
- 1973: Mordkommission: K-Wache
- 1973: Schloß Hubertus
- 1974: Die Kurpfuscherin

## Theater (Auswahl)

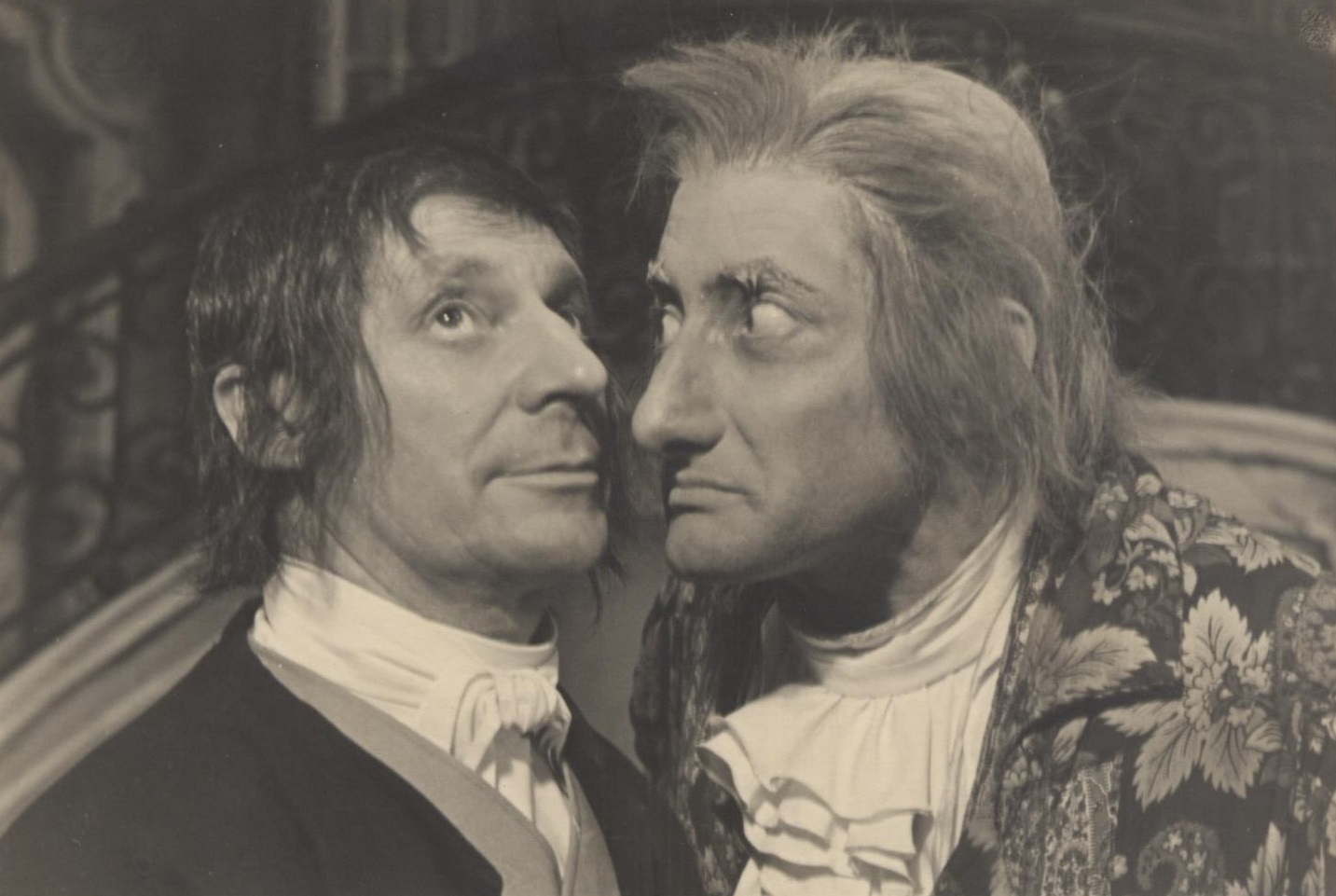
Ernst Barthels und Rudolf Vogel in Der Geizige von Molière (1939), Aufnahme: Holdt

- 1920: Der neue Midas / Richard Euringer (Münchner Schauspielhaus)
- 1921: Faust (Der Tragödie erster Teil) / Goethe (National-Theater)
- 1923: Im Dickicht / Bertolt Brecht, Uraufführung (Residenztheater)
- 1927: Ulysses von Ithaka / Ludwig Holberg (Münchner Künstlertheater)
- 1929: Emilia Galotti / Lessing (Residenztheater)
- 1930: Minna von Barnhelm / Lessing (Residenztheater)
- 1931: Der Bibliothekar / Gustav von Moser (Residenztheater)
- 1931: Die verlorene Tochter / Ludwig Thoma (Residenztheater)
- 1932: Die Medaille / Ludwig Thoma (Residenztheater)
- 1933: Der Hoimann / Gottfried Kölwel, Uraufführung (Residenztheater)
- 1934: Die Rabensteinerin / Ernst von Wildenbruch (Residenztheater)
- 1939: Alpenkönig und Menschenfeind (Prinzregententheater)
- 1939: Der Geizige / Molière (Prinzregententheater)
- 1940: Das Spiel vom Doktor Faust (Festsaal des Alten Rathauses)
- 1946: Nathan der Weise / Lessing (Residenztheater)
- 1949: Moral / Ludwig Thoma (Residenztheater)

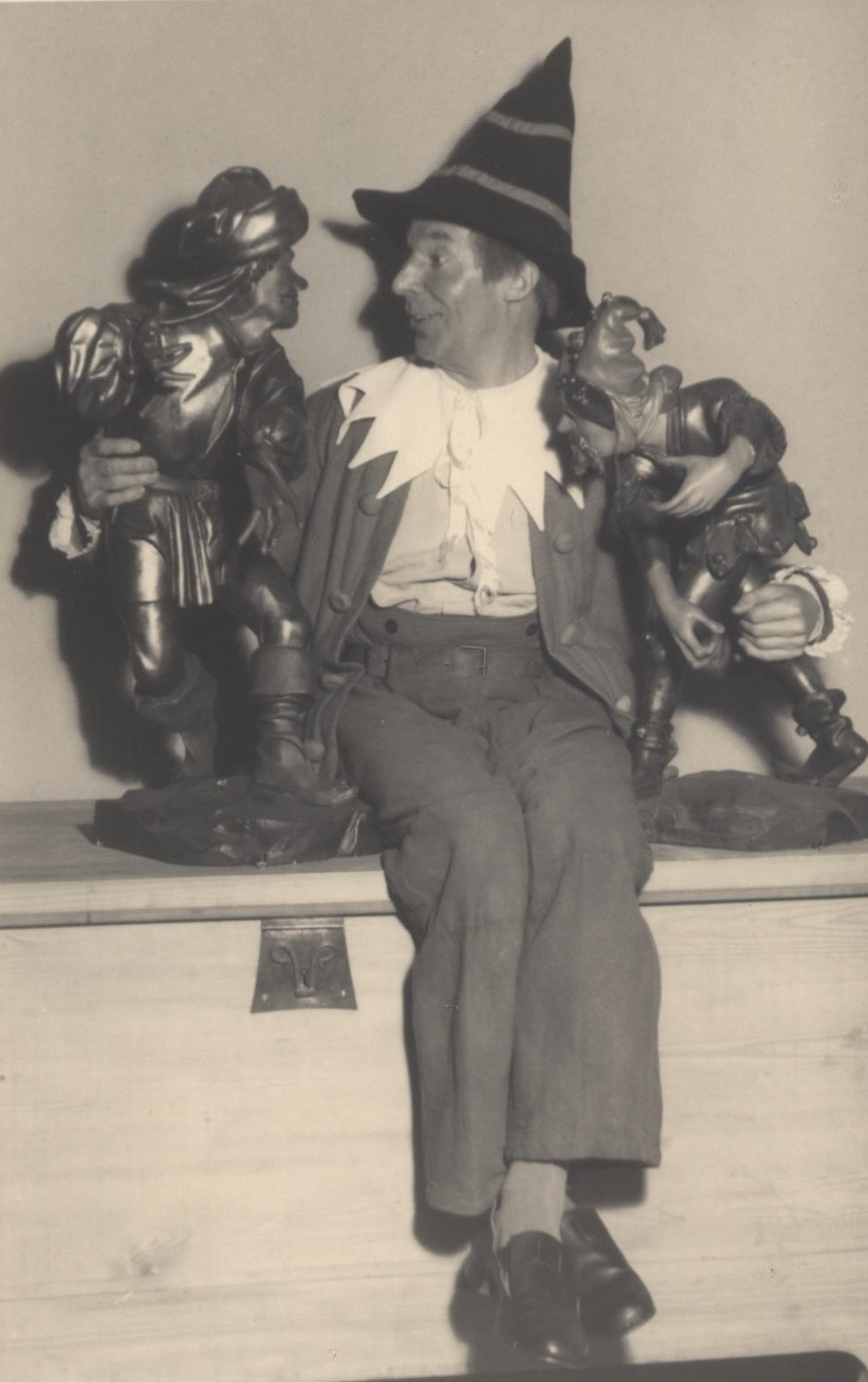
Ernst Barthels als Hans Wurst in Das Spiel vom Doktor Faust (1940)

- 1951: Egmont / Goethe (Residenztheater)
- 1951: Die Pfingstorgel / Alois Lippl (Residenztheater)
- 1952: Der Misanthrop / Molière (Bregenzer Festspiele)
- 1952: Die heilige Johanna / G. B. Shaw (Residenztheater)
- 1952: Das Ehepaar Waldau (Kammerspiele)
- 1952: Die Schneekönigin / Jewgenij Schwarz (Residenztheater)
- 1953: Kolportage / Komödie von Georg Kaiser (Residenztheater)
- 1973: Der Misanthrop / Molière (Salzburger Festspiele)

## Hörspiele (Auswahl)
- Undine
- Der Fall Bollwieser
- Der Räuber Heigl
- Wie Joseph verkauft ward
- Die Morgenröte, "1913" – Carl Sternheim
- Ein Fall für Perry Clifton – Treibjagd
- Leben des Galilei
- Der Sonntag der braven Leute
- Der Schuster als Herzog
- Die Pfingstorgel
- Ende und Wende (Aus dem bürgerlichen Heldenleben)
- Weihnachtsabend von Dickens
- Eine Vorstadtlegende
- Agnes Bernauer-Hörspiel von Friedrich Hebbel
- Der Passauer Wolf
- Der Fleckerlteppich
- Der Glockenkrieg

## Ehrungen
- Ernennungen zum Bayerischen Staatsschauspieler

## Auszeichnungen
- 1916: Verleihung des Militär-Verdienstkreuzes III. Klasse mit Schwertern
- 1957: Verleihung des Verdienstkreuzes am Bande des Verdienstordens der Bundesrepublik Deutschland